# Holme (Kumbria)
Holme – wieś w Anglii, w Kumbrii, w dystrykcie (unitary authority) Westmorland and Furness. Leży 78 km na południe od miasta Carlisle i 347 km na północny zachód od Londynu. W 2001 miejscowość liczyła 1167 mieszkańców.